# Коттонвуд (Аризона)
Коттонвуд (англ. Cottonwood) — город в округе Явапай в штате Аризона США. По данным переписи населения США 2020 года, численность населения составляла 12 089 человек.

## Население
| 2010[…] | 2020    |
| ------- | ------- |
| 11 265  | ↗12 029 |